# Mert (Rapper)
Mert (* 5. März 1996; bürgerlich Mert Ekşi), auch Mert Abi genannt, ist ein deutscher Twitch-Streamer, langjähriger YouTuber und ehemaliger Rapper mit türkischen Wurzeln.

## Leben
Mert wuchs in Bad Pyrmont auf. Seine Familie stammt aus der türkischen Provinz Rize. Mert gründete seinen YouTube-Kanal itsMertTV am 22. August 2011. Dort veröffentlicht er Vlogs, Musikvideos sowie Unterhaltungsvideos. Insbesondere am Anfang zeigte er im Format Fifa Kingz Gaming-Videos aus FIFA, wo er meist gegen verschiedene Rapper wie Alpa Gun, Massiv oder Ufo361 antrat. 2015 begann er mit dem Rappen. Sein Debütvideo Ausländer sowie seine 2016 veröffentlichte EP AMK war erfolgreich in den iTunes-Charts. Ausländer erreichte Platz 63 der deutschen Charts. Ende 2016 entstand eine Zusammenarbeit mit dem Rapper Samra. Die beiden veröffentlichten einen Track namens U21. Musikalisch bedient er vor allem aggressiven Straßenrap.
2016 hatte sein Kanal 500.000 Abonnenten. 2017 erschien sein erstes Album Kunde ist König, auf dem er seinen Straßensound mit AutoTune zum in dieser Zeit erfolgreichen Cloud Rap mischt. Das Album erreicht Platz 2 der deutschen Albencharts.
Nachdem er 2019 einige Auseinandersetzungen mit seinem damaligen Label Husla Music hatte, gab er bekannt, dass er sein eigenes Label mit dem Namen Mula Brothers gegründet hat. Am 6. März 2020 gab er mit dem Track U23 sein erstes Signing mit dem Namen Z bekannt. Sein viertes Album Kunde ist König 2 wurde für den 10. Juli 2020 angekündigt, wurde jedoch endgültig auf den 2. Oktober 2020 verschoben. In der Box waren eine Dönermaschine und ein Dönerspieß-Rezept enthalten.
Zu Beginn des Jahres 2024 gab Mert bekannt, dass er seine Musikkarriere beendet und sich vollständig auf seine Aktivitäten auf Twitch konzentrieren wird.

## Kontroversen
Im Jahr 2017 geriet Mert aufgrund homophober Äußerungen in verschiedenen Videos stark in die Kritik. Besonders viel Aufmerksamkeit erhielt die Kontroverse, als er ein gemeinsames Video mit Shirin David veröffentlichte, was zu einer breiten Berichterstattung durch Medien wie Der Spiegel und die Tagesschau führte. Nachdem sein erstes Statement von YouTube gesperrt worden war, veröffentlichte er ein zweites Statement, in dem er sagte: „Ich toleriere Schwule einfach nicht, ich akzeptiere das nicht“ und „das ist unmenschlich.“ Infolge dieser Aussagen beendete sein damaliges Netzwerk Divimove die Zusammenarbeit mit ihm. Zahlreiche YouTuber und Internetnutzer meldeten sich daraufhin zu Wort und teilten den Hashtag #WirGegenHomophobie. In Interviews danach bestritt er jedoch, etwas gegen Homosexuelle zu haben, und entschuldigte sich später auch für das Video.

## Diskografie

### Alben
| Jahr | Titel             | Höchstplatzierung, Gesamtwochen, AuszeichnungChartplatzierungen (Jahr, Titel, Platzierungen, Wochen, Auszeichnungen, Anmerkungen) | Höchstplatzierung, Gesamtwochen, AuszeichnungChartplatzierungen (Jahr, Titel, Platzierungen, Wochen, Auszeichnungen, Anmerkungen) | Höchstplatzierung, Gesamtwochen, AuszeichnungChartplatzierungen (Jahr, Titel, Platzierungen, Wochen, Auszeichnungen, Anmerkungen) | Anmerkungen                |
| Jahr | Titel             | DE | AT | CH | Anmerkungen                |
| ---- | ----------------- | --- | --- | --- | -------------------------- |
| 2017 | Kunde ist König   | DE2 (3 Wo.)DE | AT4 (1 Wo.)AT | CH11 (1 Wo.)CH | Husla Music                |
| 2018 | Delikanlı         | DE6 (3 Wo.)DE | AT15 (1 Wo.)AT | CH56 (1 Wo.)CH | Husla Music                |
| 2019 | Boxerschnitt      | DE16 (1 Wo.)DE | AT39 (1 Wo.)AT | CH53 (1 Wo.)CH | Husla Music                |
| 2020 | Kunde ist König 2 | DE8 (1 Wo.)DE | AT15 (1 Wo.)AT | — | Warner Music Germany       |
| 2021 | Joga bonito       | DE13 (1 Wo.)DE | — | CH72 (1 Wo.)CH | Warner Music Germany mit Z |

### EPs
- 2016: AMK (Divimove)
- 2017: Abonnentenspezial EP (Husla Music)
- 2017: AMK Army EP (Husla Music)
- 2018: Doppel Apfel EP (Husla Music)

### Singles
| Jahr | Titel Album                      | Höchstplatzierung, Gesamtwochen, AuszeichnungChartplatzierungen (Jahr, Titel, Album, Platzierungen, Wochen, Auszeichnungen, Anmerkungen) | Höchstplatzierung, Gesamtwochen, AuszeichnungChartplatzierungen (Jahr, Titel, Album, Platzierungen, Wochen, Auszeichnungen, Anmerkungen) | Höchstplatzierung, Gesamtwochen, AuszeichnungChartplatzierungen (Jahr, Titel, Album, Platzierungen, Wochen, Auszeichnungen, Anmerkungen) | Anmerkungen |
| Jahr | Titel Album                      | DE | AT | CH | Anmerkungen |
| --- | -------------------------------- | --- | --- | --- | --- |
| 2015 | Ausländer                        | DE63 (1 Wo.)DE | AT72 (1 Wo.)AT | — | |
| 2016 | AMK                              | — | AT73 (1 Wo.)AT | — | |
| 2017 | Ajajaj Kunde ist König           | DE60 (7 Wo.)DE | — | — | feat. Soolking |
| 2017 | Asozial Kunde ist König          | DE97 (1 Wo.)DE | — | — | feat. Play69 |
| 2017 | Liebe heißt Kunde ist König      | DE46 (2 Wo.)DE | — | — | |
| 2018 | Ekşi Delikanlı                   | DE52 (2 Wo.)DE | — | — | |
| 2018 | Ruf mich nicht an Delikanlı      | DE57 (2 Wo.)DE | — | — | |
| 2018 | Kanaken mit Para Delikanlı       | DE85 (1 Wo.)DE | — | — | feat. Dopebwoy |
| 2018 | Mula Delikanlı                   | DE79 (4 Wo.)DE | — | — | |
| 2018 | Delikanlı                        | DE83 (1 Wo.)DE | — | — | |
| 2018 | Nagelneu Boxerschnitt            | DE77 (1 Wo.)DE | — | — | |
| 2019 | Xxlarge Boxerschnitt             | DE94 (1 Wo.)DE | — | — | feat. Burry Soprano |
| 2019 | Boxerschnitt                     | DE67 (2 Wo.)DE | — | — | |
| 2020 | U23 Kunde ist König 2            | DE19 (3 Wo.)DE | AT36 (2 Wo.)AT | CH51 (2 Wo.)CH | mit Z |
| 2020 | Ausländer 2020 Kunde ist König 2 | DE16 (3 Wo.)DE | AT18 (1 Wo.)AT | CH34 (1 Wo.)CH | mit Alpa Gun |
| 2020 | Gewitter Kunde ist König 2       | DE60 (1 Wo.)DE | — | — | |
| 2020 | Wie ben jij Kunde ist König 2    | DE89 (1 Wo.)DE | — | — | mit King Khalil |
| 2020 | Mahalle Kunde ist König 2        | DE100 (1 Wo.)DE | — | — | |
| 2020 | Dripini sikim Kunde ist König 2  | DE98 (1 Wo.)DE | — | — | |
| 2021 | Kampfansage Joga Bonito          | DE89 (1 Wo.)DE | — | — | mit Z |
| 2021 | No Defence Joga Bonito           | DE— 1DE | — | — | mit Z |
| 2021 | Genkidama Joga Bonito            | DE— 2DE | — | — | mit Z |
| Folgende Lieder erschienen nicht als Single, wurden aber durch das Album zum Download und Streaming bereitgestellt und konnten somit eine Platzierung erlangen: |                                  | | | | |
| |                                  | | | | |
| 2021 | Blut FML                         | DE— 3DE | — | — | Promo-Single: 26. März 2021 Charteinstieg: 2. April 2021 Mois & Maestro feat. Massiv, Manuellsen, Sarhad, Azzi Memo, Pietro Lombardi, Ramo, Fard, Mert, Z, King Khalil, Sinan-G & KAY AY |

Weitere Singles
- 2016: Mert gegen Lappen
- 2017: Jajaja
- 2017: Boxerschnitt
- 2016: U21 (feat. Samra)
- 2017: Groupie (feat. Eunique)
- 2018: Ha Siktir
- 2018: Rolex & AirMax
- 2018: Bas Gaza
- 2019: Perlmutt
- 2019: Sunpoint
- 2019: Ohne Limit